# Экзамен (фильм, 2006)
«Экзамен» (тур. Sınav, англ. The Exam) — турецкий художественный фильм 2006 года, небольшую роль в котором сыграл Жан-Клод Ван Дамм.

## Сюжет
Фильм рассказывает о друзьях, которые, опасаясь предстоящего экзамена по отбору в государственные ВУЗы, решают украсть буклеты с вопросами.

## В ролях
- Гювен Кырач — Рейф 69
- Айда Аксель — Гюлер
- Бетуль Альганатай — Ханде
- Зафер Альгоц — комиссар Метин
- Ягмур Атакан — Синан
- Окан Байульген — Левент Леми
- Неджат Бирекик — Аднан
- Туба Бюйюкюстюн — Зейнеп Эрез
- Жан-Клод Ван Дамм — Чарльз